# Ampélologie
Ne doit pas être confondu avec Ampélographie.
 (août 2022).
Si vous disposez d'ouvrages ou d'articles de référence ou si vous connaissez des sites web de qualité traitant du thème abordé ici, merci de compléter l'article en donnant les références utiles à sa vérifiabilité et en les liant à la section « Notes et références ».

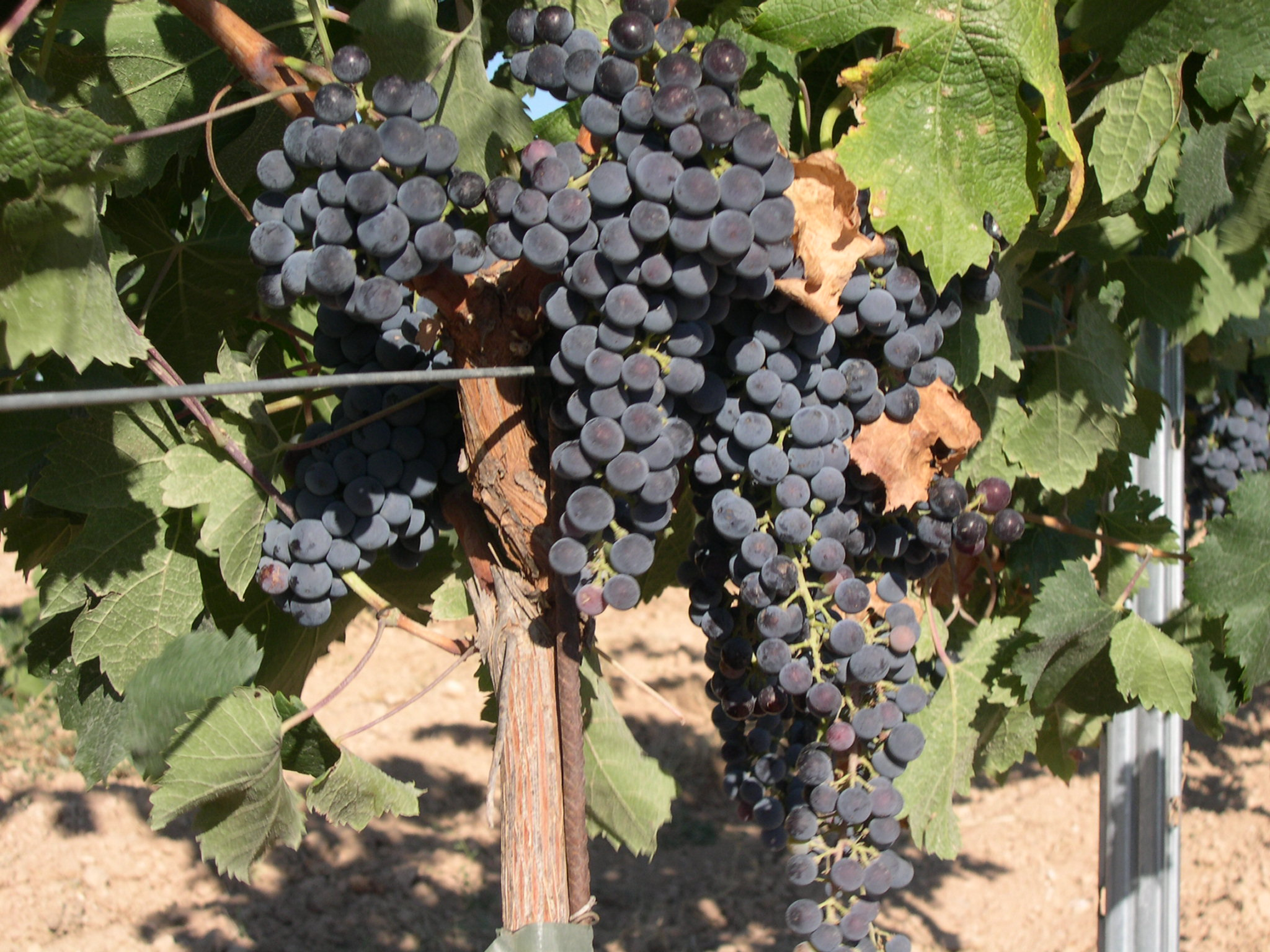
Merlot.

L'ampélologie (du grec ancien : ἄμπελος, ampelos : vigne et λόγος, logos : étude) est la science qui étudie la biologie de la vigne (vitis vinifera), sa culture, l'origine géographique des différents cépages, leur adaptation aux sols et aux climats, ainsi que leurs pathologies et leurs traitements. Le terme est aussi utilisé pour définir un traité sur la vigne.
Elle utilise la biologie cellulaire, l'histologie, l'influence de la photosynthèse sur la teneur en sucre du fruit, le processus d'absorption de l'eau et son effet sur l'état des fruits à chaque étape de leur maturation.